# Distrito de La Cruz
El distrito de La Cruz es uno de los seis que conforman la provincia de Tumbes ubicada en el departamento de Tumbes en el Norte del Perú. Limita por el Norte con el distrito de Corrales; por el Sur con la provincia de Contralmirante Villar; por el Este distrito de San Jacinto; y, por el Oeste con el golfo de Guayaquil (océano Pacífico).

## Historia

### La Cruz de la Conquista
A La Cruz se le comenzó a conocer con dicho nombre en honor a "La Cruz de la Conquista". Fue en el cerro de Buena Ventura frente a sus costas donde el conquistador Francisco Pizarro a su arribo a Tumbes en 1532 ordenó colocar por primera vez el símbolo de la fe católica. Es también llamada "La Cruz de Tumbes", "Cruz de Pizarro" o "Cruz de la Evangelización".
Fue en 1842 que esta reliquia fue extraída del distrito para llevarla al baptisterio de la iglesia de la Merced en Piura.  Luego fue trasladada al Museo Nacional de Arqueología, Antropología e Historia del Perú en Pueblo Libre, Lima.
El sábado 18 de agosto de 1990 retornó a su lugar de origen y hoy se encuentra en exhibición para ser venerada y visitada turistas locales, nacionales y extranjeros en la biblioteca municipal Víctor Andrés Belaunde. Hoy por hoy ya se exhibe en el museo GRAN CRUZ DE LA CONQUISTA ubicado al lado izquierdo de la municipalidad distrital de La Cruz, todavía se espera la construcción de un museo de sitio en su lugar original.

### Distritalización
Por los años 1960 cuando estaba en la presidencia de la República don Manuel Prado Ugarteche, el señor Ernesto Henckell López con sus propios ingresos comenzó a realizar las gestiones para que la caleta de La Cruz sea elevado a la categoría de distrito, teniendo como asesor al abogado Serafín Reyes Cortés quien se encargó de redactar toda la documentación para ese fin. Se contó con el apoyo incondicional y respaldo del señor Carlos Malpica Rivarola, senador por Cajamarca quien en todo momento brindó su desinteresado trabajo.
Finalmente el 18 de junio de 1962 se promulga la Ley 14127 que crea el distrito de La Cruz en la provincia y departamento de Tumbes y se designó a la caleta de La Cruz como capital del naciente distrito.
Don Ernesto Henckell resaltó el hecho de que pocos días después de que don Manuel Pardo Ugarteche firmará esta ley, un golpe de Estado del general Ricardo Pérez Godoy cortó su gobierno constitucional por lo que un retraso podría haber impedido su promulgación.

### sigloXX
Por el año 1926 la International Petroleum  Company interesada en explorar en busca de petróleo llegó a construir los primeros caminos carrozables, ya que en el distrito sólo se contaba con trochas por donde se dirigían los pobladores a sus tareas en las minas de carbón vegetal con el cual abastecían a los barcos. Los primeros inmigrantes fueron las familias Oviedo, Olaya y Yacila, así como las familias que habitaban El Charán y Corrales quienes se dedicaban al llenado de sacos de carbón.
Años después aproximadamente en 1946, terminado el conflicto con el Ecuador, llega la Empresa La Nacional realizaba faenas de pesca de especies como el tiburón que abundaba en el litoral así como el bacalao y su codiciado aceite que era llevado a través de los puertos marítimos de la capital hacia Alemania. Asimismo se comenzó a explotar masivamente el pez espada, el atún y los langostinos que lo convirtieron en el principal puerto exportador de la especie en el Perú. 
Después del cese de esta empresa llega CONULSA de un extranjero apellidado Comallier que se dedicó a la compra, procesamiento y exportación del langostino. Posteriormente Comallier se alió con el empresario Aníbal Urteaga Ballón se aliaron en el conocido bar Las Gaviotas de propiedad del Ernesto Henckell y así nació PROMARESA (Productos Marinos Refrigerados S.A.), dedicada al comercio de productos hidrobiológicos, que atrajo a gentes que venían de diferentes confines del país así como de Ecuador por la abundancia de la pesca. La primera lancha de pesca que llegó hacia La Cruz se llamó "RESBALOSA" de propiedad de Aníbal Urteaga Ballón, siendo piloteda por el patrón de lancha el señor Hilario Puescas Alvarado, más conocido como "Don Chala". Posteriormente llegaron otras embarcaciones para la pesca de arrastre.
Y, a la par con PROMARESA en los años 80s llegaron más empresas de procesamiento y exportación de langostinos como "Inversiones Nueva York" INYSA,actualmente conocida como Marina Sol; "Crianza y exportación" laboratorio de propiedad de don Fernando Galleno Montoya; laboratorio de crianza de langostinos "Géminis", "Refrigerados Tumbes" conocida también como La Brillante, Acqua Tumbes, en la actualidad "Acqua Nova"; "Del Mar S.A." y, al desaparecer Promaresa se creó Empacadora "Nautillius" de la misma familia Urteaga, la misma que se encuentra ubicada en el caserío Los Cerezos

### El Charán
Allá por los años de 1920, llegaron a los campos del Charán el Sr. Manuel Urbina (viudo de la Sra. Silva), acompañado de sus hijos, quienes atraídos por los fértiles campos del Charán, llegan con la idea de iniciarse en labores ganaderas en hermoso valle, cosa que les fue muy exitosa, instalándose en una humilde casita de la cual hasta la fecha encontramos vestigios; una de sus primeras tareas fue la de construir un pozo del cual extraía las aguas subterráneas de la zona, con la finalidad de dar de beber a su ganado y que en la actualidad se le conoce como “Pozo de los Urbinas” el cual hasta la fecha sigue explotándose en la ganadería del sector.
Esto motivo a que otras familias atraídas por las ricas pasturas de sus campos y por la abundante caza de palomas y venados, imitando a Don Manuel se animan a asentarse en la zona, por lo que los señores Tranquilino Ávalos, Mardoqueo Feijoo y Pablo Noriega, junto con sus familias se asentaran en ese lugar que tan bien los acogía, siendo seguidas por otras muchas familias más.
Desde ahí las únicas vías de comunicación con otras poblaciones eran hacia corrales, a través de la hoy quebrada Coloma y hacia Zorritos por la quebrada Charán II saliendo por el actual pueblo de Grau, a donde los pobladores charanenses acudían a adquirir víveres, medicina, herramientas, municiones, entre otros.
En el año de 1937, con la escasez de carbón en la capital, el cual se utilizaba para cocinar los alimentos entre otras utilidades, y con la creación de la Empresa Petrolera Fiscal, y la explotación masiva de petróleo en Zorritos, el Empresario Don Faustino Piaggio comenzó a efectuar la compra de Carbón natural en estas zonas que era tan bien cotizado, encargándose de dicha compra, acopio y transporte, los Lama y Saldarriagas, quienes se encargaban de adquirirlo de los pobladores del Charán, para luego ser transportados en grandes balsas de paisanos de Bocapán que los llevaban hasta enormes buques destinados para tal fin para ser transportados a la capital.
Por esas fechas ya había en el charán, aproximadamente unas 40 familias, con un aproximado de 250 habitantes.
Por ese entonces que a petición de sus moradores y estando de Gobernador del sector el Señor Felipe Urbina de Lama, se Gestionó ante el Ministerio de Educación cuya representación recaía en el Sr. Moretti, para que se fundara la primera escuelita fiscal en el sector, anhelo que se vio concretado con la creación de la Escuela fiscal N.º 24 “El Charán”, siendo su primera profesora la Sra. Rosario Dodero.
Los pobladores de esa zona no estaban ajenos a las festividades de las grandes ciudades, por lo que se celebraban hermosas fiestas populares, así como grandes ferias a las que acudían comerciantes de toda la región con sus reatas de mulas cargadas de mercadería, fiestas que eran amenizadas al son de guitarra y arpas.
La ganadería de ese entonces que en su mayoría era de ganado vacuno y caprino era abundante, realizándose la venta del ganado por lotes o partidas a los grandes comerciantes de Corrales, Zorritos y al Ejército Peruano; no fue sino hasta los años 40s en que dicha ganadería comenzó a decaer, debido a las grandes sequías que mermaron el abundante pasto del sector, con la consecuente baja de la ganadería.
En el año de 1938 se inicia la explotación del yeso, el cual se encontraba abundantemente en forma natural en los campos del Charán, material que era utilizado en la construcción. Uno de los primeros edificios construidos con el producto de nuestras canteras, fue el Hotel de Turistas de Tumbes (Hoy Hotel Costa del Sol).
Las grandes sequías que azotaban nuestra región, motivo a que muchos de los pobladores del Charán buscaran nuevas fuentes de ingreso, encontrándolo en el comercio que había en la costa con la llegada de las tropas del Ejército Peruano, acantonadas en el actual distrito de La Cruz quienes venían del sur, para defender nuestras fronteras en el conflicto que había en ese momento con la vecina república del Ecuador.
Las primeras familias que salieron del Charán para asentarse en lo que hoy es nuestro pueblo, fueron las familias Urbina, los Cruz, los Noel y los Espinoza, encontrando ya asentadas en las pampas de nuestro distrito a las primeras familias que llegaron a poblar el distrito de La Cruz. Éstas son las familias Oviedo, Olaya y Yacila.

## Clima
Debido a su situación geográfica tiene un clima subtropical árido de transición que oscila entre subtropical costanero y seco tropical del Pacífico. Predomina el bosque seco ecuatorial ya que la temporada de clima seco dura nueve meses al año. Este clima se origina en la contracorriente oceánica ecuatorial que genera bosques ralos y secos y el tapiz herbáceo temporal (estacional).
La temperatura anual máxima y mínima es 29.1 °C y 21.5 °C, respectivamente. En los meses calurosos de verano (diciembre a febrero) puede llegar a los 39 °C, con días soleados la mayoría de los meses.
Las precipitaciones son estacionarias durante el verano, pudiendo registrarse años sin lluvia, hasta periodos extraordinarios por presencia del fenómeno del Niño. En los meses de enero a mayo La Cruz tiene un promedio de 97,71mm, para Cañaveral un promedio de 171,72mm y para el Alto un promedio de 36,58mm. La precipitación se reduce en el mes de junio.

## Geografía
La Cruz está ubicada a 17 km al Sureste de Tumbes, entre las latitudes Norte: 80°33′7.35″ y Sur: 80°36′9.87″, y su capital es la Caleta La Cruz. Tiene una extensión de 65,23 km² representando el 3,60% del total del territorio tumbesino, constituyéndose en el distrito con menor extensión territorial de la provincia de Tumbes. Cuenta con 6 km de playas de arena blanca ubicadas entre Puerto Las Balsas (Caserío San José) y la quebrada de El Charán en el barrio El 19. 

### Altitud
La Cruz se haya asentada en la franja costera cercana al mar, a una altitud promedio de 5,00 m s. n. m.

## Hidrografía
Los recursos hídricos de La Cruz, están conformados por las quebradas Coloma, Urbina, y Charán.
- Quebrada Coloma.- Nace en los cerros El Buitre y el cerro Del Medio, su recorrido es de este a oeste; inicialmente forma la quebrada Los Hueres, para luego entre los cerros Yacila y el cerro Cuchilla de Maravilla formar la quebrada Coloma, para desembocar posteriormente en la Caleta Cruz. Esta micro cuenca, presenta una pendiente de 3.13 %, llegando hasta la altura de 250 m s. n. m.

- Quebrada Urbina.- En el cerro Macho Muerto nace los primeros afluentes de esta quebrada y a la altura del cerro Yacila se une con la quebrada El Charán, para desembocar posteriormente en Caleta Cruz. Tiene una pendiente de 3.96 %, comprendida entre los 30.00 m s. n. m. hasta los 190 m s. n. m.

- Quebrada El Charán.- Es parte de la cuenca Charán, tiene sus nacientes en el cerro La Mira y el cerro Sajino, haciendo su recorrido rumbo norte hacia la unión con la Quebrada Urbina cerca del cerro Yacila. Abarca hasta los 350 m.s.n.m, y su pendiente es de 3.43 %.

## Demografía

### Población
Según el Censo 2007 el distrito tiene una población de 8 090 hab. 

### Religión
Según datos del censo de 2007, el 87 % de la población del distrito es católica, el 8% es miembro de alguna iglesia evangélica, el 2 % manifiesta no profesar ninguna religión, mientras que el 3 % dice profesar alguna otra creencia. 
En el caso de los católicos, desde el punto de vista jerárquico de la Iglesia católica, forman parte de la vicaría foránea de Tumbes de la arquidiócesis de Piura.

## Localidades
Además de su capital, Caleta La Cruz, el distrito tiene los siguientes centros poblados:
- El Charán I
- El Charán II
- Los Cerezos
- San José
- La Ladrillera

## Medio ambiente

### Ecosistema
La Cruz, comprende un ecosistema especial que alberga una gran diversidad y riqueza de fauna, denominado Bosque seco de lomadas y colinas, el cual se localiza en el sistema de lomadas y colinas que van desde el nivel del mar, hasta aproximadamente 500 m s. n. m.
El Charán, es una zona considerada como tierra apta para pastoreo, ya que son tierras no aptas para cultivo en limpio ni permanente, presentando condiciones para pastos naturales temporales adaptados a las condiciones ecológicas del medio. Constituyen las áreas de aptitud natural para la actividad de pastoreo, tanto extensivo como temporal, por lo que estas tierras son susceptibles a ser degradadas si no se practica un pastoreo racional, de acuerdo con las necesidades de preservación del medio. El acceso a estas áreas puede realizarse con relativa facilidad.

### Flora
Entre las especies más comunes en la zona tenemos al algarrobo, especie vegetal arbórea empleada con fines maderables y propensa a la tala indiscriminada. El algarrobo se encuentra asociado con otros ejemplares de especies como el faique, el zapote, el charán, el overal arbusto de amplia distribución en la zona.

### Fauna
En La Cruz, se registró un total de 7 especies de los cuales, el gallinazo se presenta en un 54,05%, el perico esmeralda con 18,92%, el chilalo con el 10,81% de porcentaje de frecuencia. En la zona del Charán, por lo general se constituye un ecosistema de tipo ralo de colinas en donde predomina la tortolita con un porcentaje de 42,86%.
Las especies silvestres de mamíferos que se observan con regularidad en la zona de El Charán, son: el zorro costeño, la ardilla nuca blanca y el oso hormiguero.
Dentro del grupo de reptiles, las especies más frecuentes fueron los saurios de los géneros Callopistes y Microlophus, como las largartijas (microlophus occipitales y microlophus peruvianus) y la iguana.
En el mar de Tumbes, existe una alta disponibilidad de nutrientes, permitiendo que riqueza biológica sea muy alta dentro de las 100 millas. El aprovechamiento racional de los recursos hidrobiológicos marinos debe seguir dos orientaciones básicas, desde el punto de vista ecológico: no sobrepescar las especies y fomentar una extracción diversificada de especies para evitar impactos en las cadenas tróficas. Las principales especies extraídas en La Cruz son el bereche, el machete de hebra, la merluza o el carajito.

## Turismo
Este hermoso balneario cuenta con tres grandes potenciales turísticos: sus hermosas confiables y cálidas playas de blancas y finas arenas en donde se realizan paseos en lancha, motos acuáticas, esquí acuático, así como avistamientos de ballenas y delfines. Sus impresionantes campos de bosque seco ecuatorial son ideales para disfrutar de paseos a caballo, senderismo o campin.

## Transporte
La principal vía de acceso a la ciudad de La Cruz, es la carretera Panamericana Norte, que articula al distrito, con la capital del departamento y con las provincias de Zarumilla por el Norte y Zorritos y el resto del Perú por el Sur. Internamente tiene vías asfaltadas, afirmadas y sin afirmar, las cuales unen las diferentes calles de este distrito. Las principales vías de acceso son las avenida de la Independencia, calle Piura y calle 3 de Octubre, las cuales permiten acceso directo a los principales sectores de la ciudad.
La Cruz está dividida en dos sectores, por la quebrada Coloma, la cual es cruzada por un puente vehicular que se constituye en la única vía de acceso principal hacia ambos lados. De igual forma por la quebrada El Charán, se llega hacia la campiña ganadera del mismo nombre, por una trocha carrozable de 6,5 km. 

## Autoridades

### Municipales
- 2019 - 2022[2]
  - Alcalde: Segundo Leónidas Chávez Cruzado, del Movimiento Independiente Regional FAENA.
  - Regidores:

  1. César Armando Vinces Fernández (Movimiento Independiente Regional FAENA)
  2. Maribel Avigaly Peña Araujo (Movimiento Independiente Regional FAENA)
  3. Armando Saldarriaga Romero (Movimiento Independiente Regional FAENA)
  4. María de Jesús Zapata Peña (Movimiento Independiente Regional FAENA)
  5. Fabiola Janet Saavedra Romero (Renovación Tumbesina)

## Símbolos

### Himno de La Cruz
Sol brillante del Norte del Perú
Esta mi tierra, La Cruz siempre bendita
Por doquier sus playas enjoyadas son
Cual bandada de las aves van sin fin
Sus canteras son fuente de trabajo
Riqueza de este suelo tropical

Majestuosa caleta es mi tierra
La Historia siempre pregona sin cesar
Que nuestros ancestros dejaron
La Cruz de un Pizarro invasor (bis)

Tú persistes con ahínco y tesón
Galardonada tradición muy cultural
Eres siempre la proeza de la vida
y tu costa cardumen sin cesar

Artesano adelante a luchar
Por un futuro nuestros hijos brillaran
Nuestras redes son materia de pescar
De invariables sus especies en el mar

La historia luce y reclama en tu nombre
Como la aureola, cruceño veraz
Nuestra vida plasmada siempre esta
en las páginas del tiempo y en el mar

Sol brillante del norte del Perú
Esta es mi tierra, La Cruz siempre bendita
Por doquier sus playas enjoyadas son
Cual bandada de las aves van sin fin
Sus canteras son fuente de trabajo
Riqueza de este suelo tropical